# Johann Ludwig Spörl
Johann Ludwig Spörl (* 8. August 1731 in Nürnberg; † 3. Juni 1793 ebenda) war ein deutscher evangelischer Theologe.

## Leben
Der Sohn des Johann Konrad Spörl besuchte von 1731 bis 1747 das Aegidianum seiner Vaterstadt und 1748 die Universität Altdorf. Seinem Vater nacheifernd absolvierte er ein Studium der Theologie und älteren Sprachen, wobei Johann Balthasar Bernhold (1687–1769), Johann Wilhelm Baier, Johann Augustin Dietelmair, Christian Gottlieb Schwarz (1675–1751), Johann Andreas Michael Nagel und Michael Adelbulner seine Lehrer wurden. Bei Johann Heumann von Teutschenbrunn hörte er Naturrecht. Nach dreijährigem Aufenthalte verließ er Altdorf, wo er durch seine ungedruckt gebliebene Inauguraldissertation de figuris patheticis ex divino vate Esaia illustratis 1750 die Magisterwürde erlangt hatte.
Er ging in dem genannten Jahr an die Universität Jena, wo Johann Georg Walch und Johann Gottfried Tympe (1699–1768) einen prägenden Einfluss auf seine theologische Bildung gewannen. An der Universität Leipzig besuchte er seit 1752 besonders die Vorlesungen von Christian August Crusius, Johann Christian Stemler und Salomo Deyling. Auf der Reise in seine Heimat besuchte er einige benachbarte Universitäten und hielt sich einige Zeit in Dresden auf. 1767 wurde Spörl unterster Diakon zu Hersbruck, nachdem ihn zwei Jahre früher die lateinische Gesellschaft in Jena zu ihrem Ehrenmitglied ernannt hatte.
1766 war er Diakon und noch in demselben Jahre Stadtpfarrer in Hersbruck. 1773 wurde er Prediger an der Marienkirche in Nürnberg und 1782 zudem Professor der Logik und Metaphysik am Aegidianum. Dieses Lehramt eröffnete er mit seiner ungedruckt gebliebenen Rede de Philosophiae studio, Theologiae cultoribus, nostris praesertim temporibus, maxime commendando. 1787 war Spörl Prediger an der St.-Aegidien-Kirche und Inspektor des Aegidianums, 1791 wechselte er in gleicher Eigenschaft an die St.-Lorenz-Kirche und wurde damit verbunden Inspektor der Kandidaten des Predigtamtes. 1792 wurde er Prediger an der St.-Sebaldus-Kirche, Mitglied des Nürnberger Konsistoriums und Stadtbibliothekar, was er bis an sein Lebensende blieb.

## Werke
- Epistola gratul. de S. Aegidio Norbonensi, pristino templi Norimbergensis patrono. Nürnberg 1749
- Progr. de philosophiae fatis et abusu. Nürnberg 1782
- Predigt am Sonntage Reminiscere 1784 in der Marienkirche gehalten. Nürnberg 1784
- Trauerpredigt auf den zur allgemeinen Bestürzung ereigneten tödlichen Hinritt des glorwürdigsten Kaisers Leopold II. Nürnberg 1792
- De Abrahamo, ad videndum Christi diem admisso, ad illustr. loc. Joh. 8, 56. In: Novis Miscellaneis Lipsiensibus Vol. IX P. III